# 临水宫 (柘荣县)
临水宫，又名顺懿庙，是位于中国福建省宁德市柘荣县双城镇城南社区西门外的一个清代古建筑，2000年3月入选第四批柘荣县文物保护单位。
临水宫是供奉临水夫人的宗教建筑，始建于明朝天顺八年（1464年），嘉靖四十二年（1563年）和清朝嘉庆八年（1803年）两次重建。建筑坐北向南，通进深24.5米，通面阔18.5米，有两级台基，上台基高0.5米，建有正殿，砖木构穿斗式单檐硬山顶，面阔五间，进深六间。正厅置神龛，右侧附建厢房。下台基正中是花台，四周为回形水池，正面拱树通上厅正殿，两侧廊庑置神龛。